# Michael i St Albans Kirke, Odense
Michael i St Albans Kirke, Odense född omkring år 1500, var präst i Albanikyrkan i Odense. Som psalmförfattare finns han representerad i danska Psalmebog for Kirke og Hjem.